# Aeroporto Internacional Maya-Maya
O Aeroporto Internacional Maya-Maya (em francês: Aéroport international Maya-Maya) é um aeroporto internacional localizado em Brazavile, capital da República do Congo, sendo o principal do país, recentemente passou por uma ampliação que adicionou um novo terminal e uma nova pista.